# Datmaniac
Trần Sơn Đạt (sinh ngày 7 tháng 2 năm 1992), được biết đến với nghệ danh Datmaniac, là một nam rapper người Việt Nam. Anh được mệnh danh là "siêu tốc độ Rap Việt" của Việt Nam với khả năng fast flow (rap vần nhanh) của mình, qua ca khúc "Côn đồ trên con đò" ra mắt năm 2014. Anh là một trong những người thành lập nhóm rap G–Family vào năm 2009 và là thành viên sáng giá nhất của nhóm Tổ Quạ (Crow On Hyenas) từ năm 2018 đến nay. Ngoài ra anh cũng là cựu thành viên của Godz trong giai đoạn 2007–2009.

## Cuộc đời và sự nghiệp

### Tuổi thơ
Trần Sơn Đạt sinh ngày 7 tháng 2 năm 1992 tại tỉnh Đồng Tháp, Việt Nam và lớn lên trong một gia đình ở Quận 1, trung tâm Thành phố Hồ Chí Minh. Hồi nhỏ anh từng thích nhạc rock, nhưng trở nên rất hứng thú với rap và hip-hop sau khi nghe những chiếc đĩa CD của nam rapper người Mỹ Eminem do một người bạn thân của anh gửi tặng. Khác với nhiều nghệ sĩ nổi tiếng từng bị gia đình cấm cản khi lựa chọn con đường nghệ thuật, anh được ba mẹ anh truyền cảm hứng và giúp mình nhận ra niềm đam mê mãnh liệt, cháy bỏng dành riêng cho rap và hip-hop.

## Danh sách đĩa nhạc

### Album phòng thu
- Sao đủ để bao phủ (2024)[2]